# شرکت ملی نفت شارجه
شرکت ملی نفت شارجه (انگلیسی: Sharjah National Oil Corporation) شرکت دولتی نفت و گاز اماراتی است، که در سال ۲۰۱۰ توسط شرکت بی‌پی تأسیس شد.